# Valerio Perentin
Valerio Perentin (12 de julio de 1909-7 de enero de 1998) fue un deportista italiano que compitió en remo.
Participó en dos Juegos Olímpicos de Verano en los años 1928 y 1936, obteniendo una medalla de oro en Ámsterdam 1928 en la prueba de cuatro con timonel. Ganó seis medallas en el Campeonato Europeo de Remo entre los años 1929 y 1935.

## Palmarés internacional
| Juegos Olímpicos   | Juegos Olímpicos         | Juegos Olímpicos  | Juegos Olímpicos   |
| Año                | Lugar                    | Medalla           | Prueba             |
| ------------------ | ------------------------ | ----------------- | ------------------ |
| 1928               | Ámsterdam (Países Bajos) | Medalla de oro    | Cuatro con timonel |
| Campeonato Europeo |                          |                   |                    |
| Año                | Lugar                    | Medalla           | Prueba             |
| 1929               | Bydgoszcz (Polonia)      | Medalla de oro    | Cuatro con timonel |
| 1930               | Lieja (Bélgica)          | Medalla de plata  | Cuatro con timonel |
| 1932               | Belgrado (Yugoslavia)    | Medalla de oro    | Cuatro con timonel |
| 1933               | Budapest (Hungría)       | Medalla de oro    | Cuatro con timonel |
| 1934               | Lucerna (Suiza)          | Medalla de oro    | Cuatro con timonel |
| 1935               | Berlín (Alemania)        | Medalla de bronce | Cuatro con timonel |